# Weißdornblättriger Ahorn
Der Weißdornblättrige Ahorn (Acer crataegifolium) ist eine Pflanzenart aus der Gattung der Ahorne (Acer) innerhalb der Familie der Seifenbaumgewächse (Sapindaceae). Der Weißdornblättrige Ahorn ist nur in Japan beheimatet, er heißt dort „Me-urinoki“ (jap. メウリノキ) oder „Uri-kaede“ (jap. ウリカエデ).

## Beschreibung

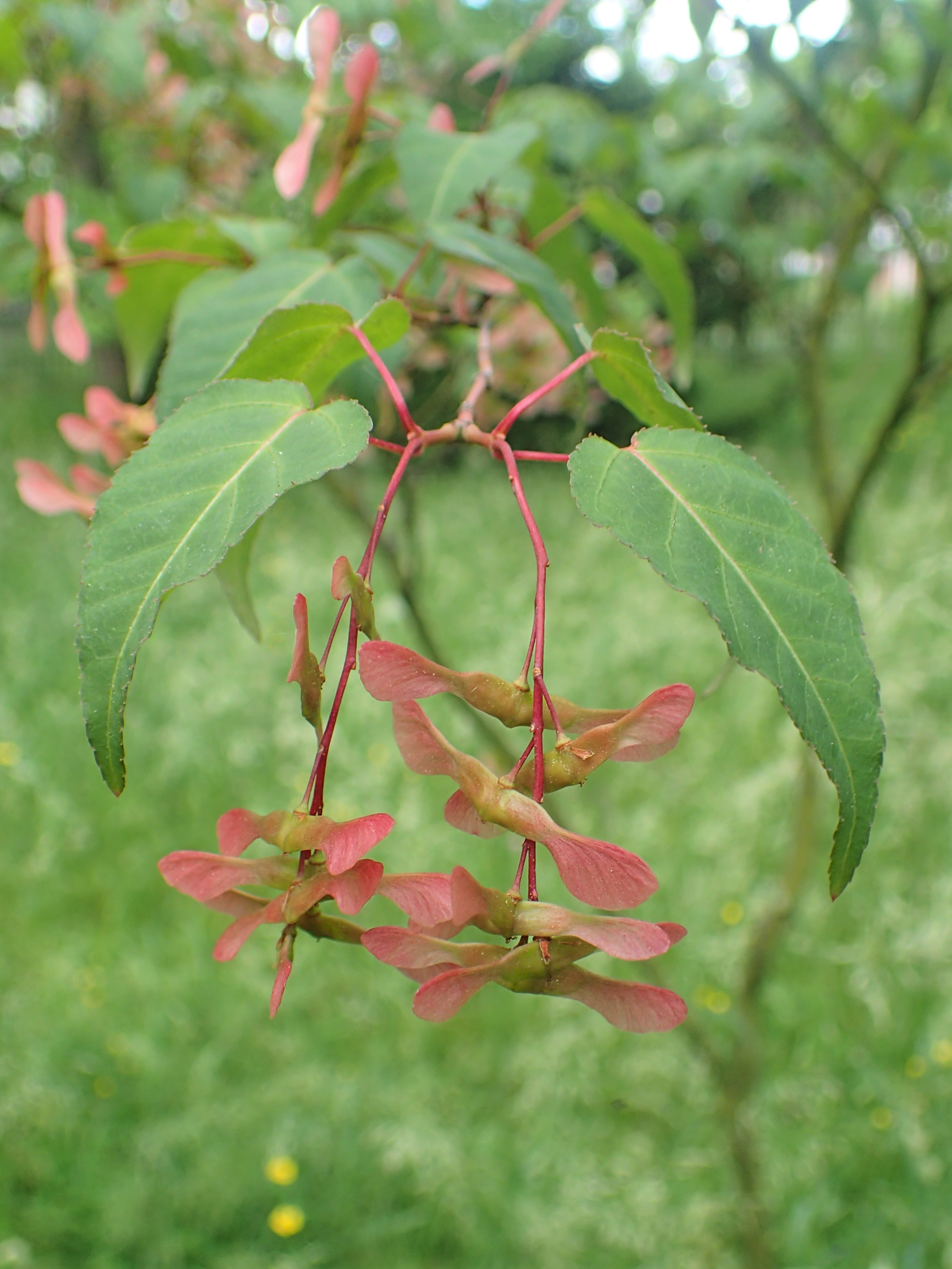
Laubblätter und junge Fruchtstände

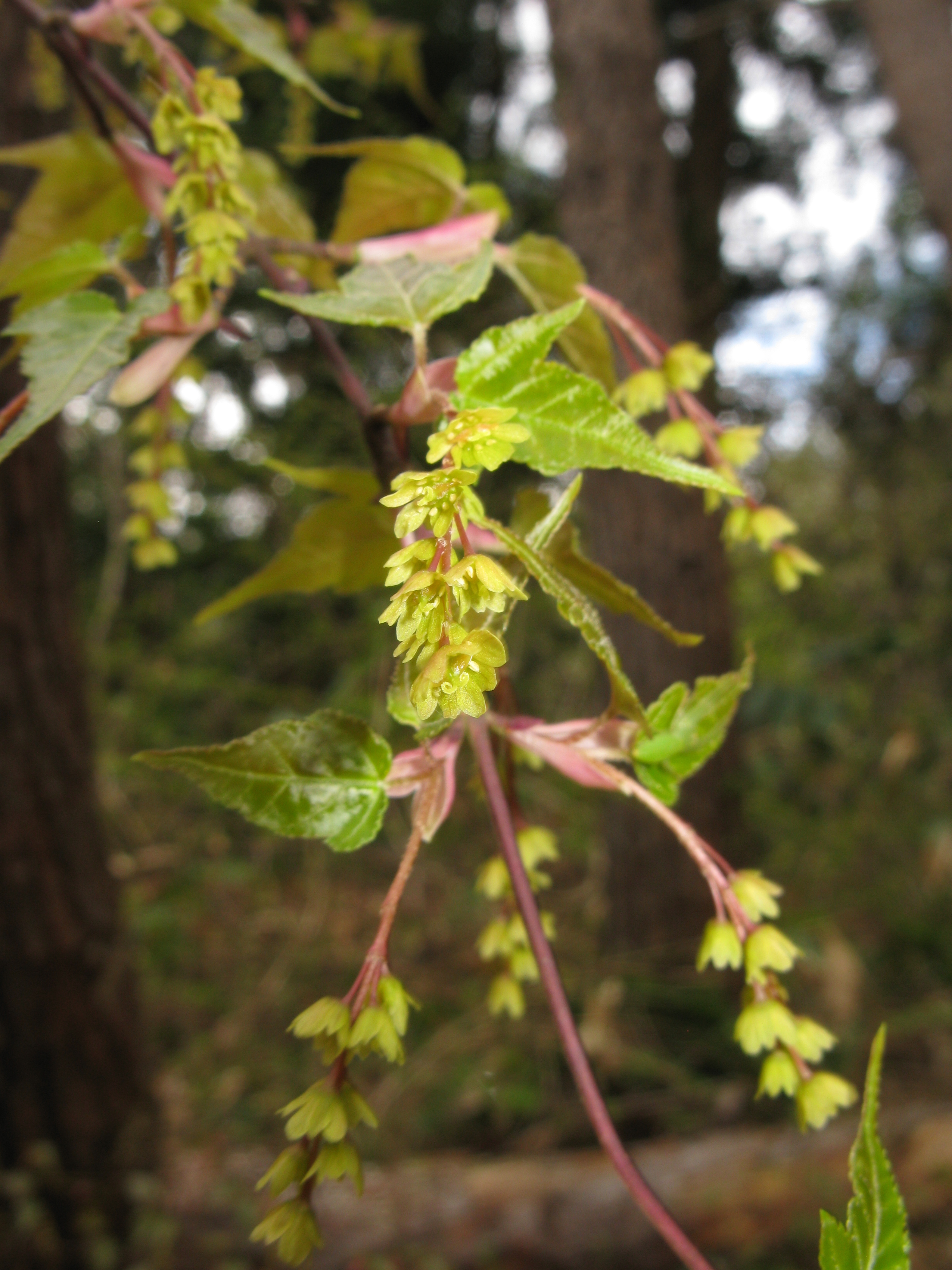
Weiblicher Blütenstand

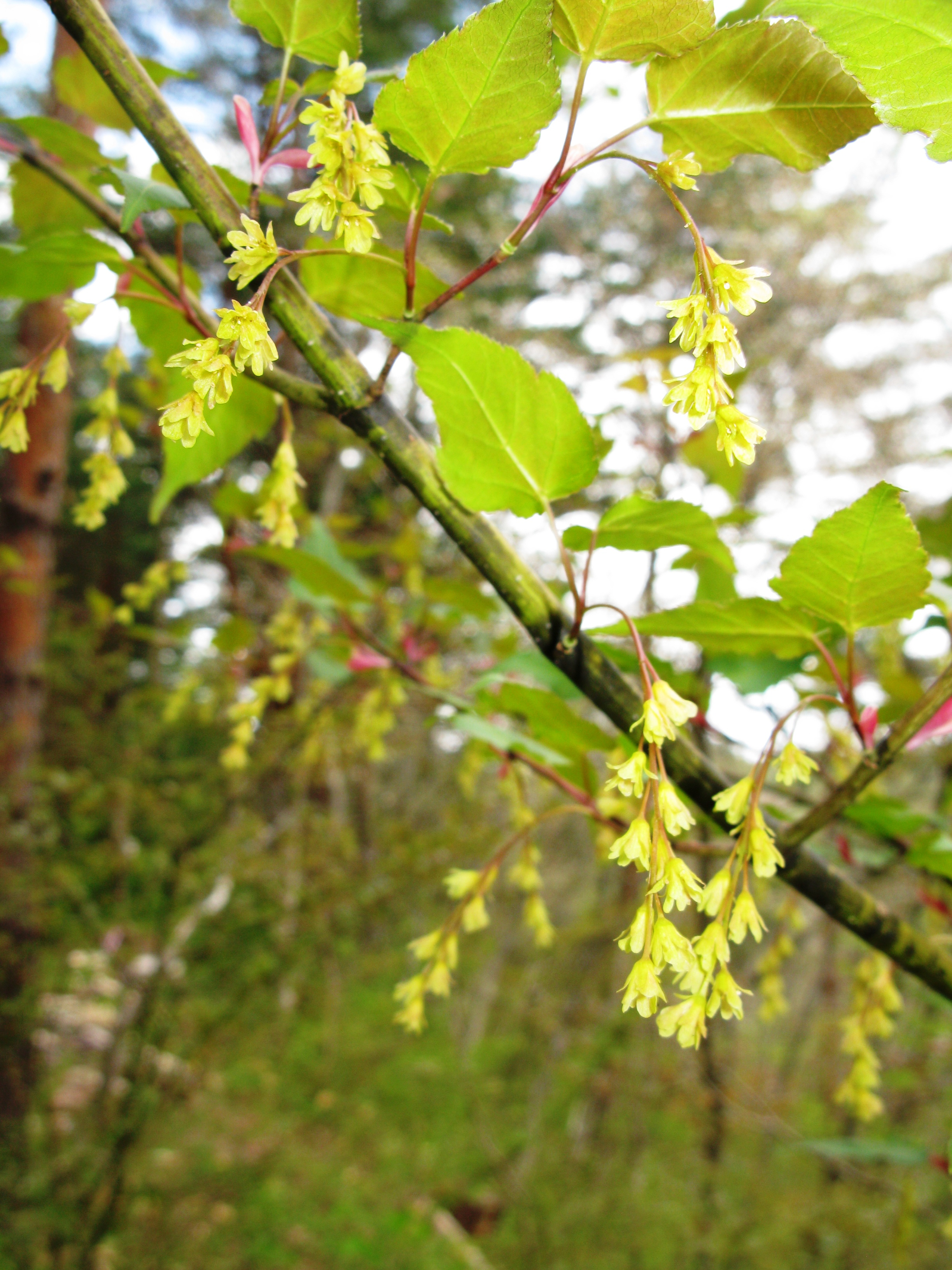
Männlicher Blütenstand

### Vegetative Merkmale
Beim laubabwerfenden Weißdornblättrigen Ahorn handelt sich um einen großen Strauch oder um einen 8 bis zu 10 Meter hohen Baum. Die Rinde der Zweige ist meist rötlich, manchmal auch grün und etwas bereift und anfangs behaart. Die Borke älterer Äste ist dunkel- bis graugrün, manchmal mit gräulichen oder weißen Längsstreifen.
Die gegenständig an den Zweigen angeordneten Laubblätter sind in Blattstiel und -spreite gegliedert. Der rote Blattstiel ist 2 bis 3 Zentimeter lang. Die oft einfache und damit ungelappte oder an ihrer Basis drei- bis seltener fünflappige oder -zähnige, leicht ledrige Blattspreite ist bei einer Länge von 4 bis 8 Zentimetern im Umriss eiförmig mit meist leicht herzförmiger Basis und zugespitztem bis geschwänztem oberen Ende. Der Blattrand ist unregelmäßig, oft fein, gesägt bis gekerbt. Die Blattoberseite ist matt gelb-grün und kahl und die -unterseite ist hellgrün, etwas bereift und anfangs behaart. Die Herbstfärbung ist scharlachrot.

### Generative Merkmale
Die Blütezeit liegt im Mai. Der Weißdornblättrige Ahorn ist zweihäusig getrenntgeschlechtig (diözisch). 5 bis 15 Blüten sind in einem end- oder achselständigen, kurzen, 3 bis 5 Zentimeter langen, meist hängenden, meist rötlichen und traubigen Blütenstand angeordnet, der sich meist über einem Blattpaar an einem Kurztrieb befindet.
Die kleine, gestielte, funktionell eingeschlechtige und gelblich-grüne, fünfzählige Blüte ist radiärsymmetrisch mit doppelter Blütenhülle. Die bis 1 Zentimeter langen Blütenstiele sind rötlich. Die männlichen Blüten enthalten ein rudimentäres Gynoeceum und etwa acht kurze Staubblätter, bei weiblichen Blüten sind noch Reste der Staubblätter zu sehen. Der Fruchtknoten ist kahl mit kurzem Griffel. Es ist jeweils ein Diskus vorhanden.
Die rötlich gefärbten, zweiteiligen und geflügelten Spaltfrüchte besitzen waagerecht gespreizte Flügel. Jede einsamige Teilfrucht ist mit Flügel etwa 2 Zentimeter lang.

## Vorkommen
Acer crataegifolium komm in Japan nur im südwestlichen Teil Honshūs, auf Hokkaidō und Kyushu vor. Der Weißdornblättrige Ahorn wächst dort in Höhenlagen von 200 bis 1100 Meter in sommergrünen Wäldern, meist an lichten Standorten am Waldrand, an Bächen oder auf Lichtungen.

## Systematik
Die Erstbeschreibung von Acer crataegifolium erfolgte 1845 durch Philipp Franz von Siebold und Joseph Gerhard Zuccarini in Abh. Math.-Phys. Cl. Königl. Bayer. Akad. Wiss. Band 4, 2, S. 155.
Die Art Acer crataegifolium gehört zur Sektion Macrantha in der Gattung der Acer. Diese Arten, beispielsweise auch Davids-Ahorn, Roter Schlangenhaut-Ahorn und Koreanischer Schlangenhaut-Ahorn, dieser Sektion werden wegen ihrer auffälligen Rindenzeichnung auch zusammenfassend „Schlangenhaut-Ahorne“ genannt.